# José Mathias Gurgel do Amaral
José Mathias Gurgel do Amaral (Minas Gerais, 18 de agosto de 1865 – 27 de junho de 1948) foi um médico brasileiro.
Doutorado em medicina pela Faculdade de Medicina do Rio de Janeiro em 1894. Foi eleito membro da Academia Nacional de Medicina em 1897, sucedendo José Alexandre de Souza Gurgel do Amaral na Cadeira 30, que tem Jorge Soares de Gouvêa como patrono.